# Rolf Harris
Rolf Harris (Perth, 30 maart 1930 – Bray (Verenigd Koninkrijk), 10 mei 2023) was een Australische muzikant, televisie-entertainer en schilder. Harris werd in 2013 veroordeeld voor seksueel misbruik.

## Opleiding
Harris werd geboren als zoon van immigranten uit Wales in Bassendean, een voorstad van de Australische stad Perth. In zijn jeugd was hij een succesvol zwemmer en werd hij jeugdkampioen en meervoudig West-Australisch kampioen. Desondanks kreeg de interesse voor kunst en amusement de bovenhand, waarvoor hij een lerarenstudie in Australië opgaf en op 22-jarige leeftijd een kunststudie ging volgen aan de City and Guilds Arts School in Londen. Vanaf 1953 trad hij op bij de kindertelevisie.

## Carrière
Harris hield zich ook bezig met muziek. Op 9-jarige leeftijd had hij pianospelen geleerd en had hij zich ook al als pianodocent verdienstelijk gemaakt. In 1958 ontwikkelde hij per toeval het 'wobble board', een flexibele hardvezelige plaat uit masoniet, die zich tijdens het drogen had verbogen. Het geluid dat dit instrument produceerde werd gebruikt voor het liedje Tie Me Kangaroo Down, Sport. Het lied was een groot succes in het Verenigd Koninkrijk en haalde in 1960 de top 10. In 1963 werd het liedje uitgebracht in de Verenigde Staten (nr. 3). Eind 1963 zong hij het liedje voor de BBC-radio met The Beatles als achtergrondzangers en met op The Beatles duidende extra coupletten.
Ongebruikelijke instrumentaties en klanken bleven een handelsmerk van Harris' muziek. In Sun Arisa, oorspronkelijk een lied van de Australische Aborigines, imiteerde hij de Australische didgeridoo door vier contrabassen en later door een stylofoon. Ook dit liedje werd een hit in het Verenigd Koninkrijk in 1962.
Nadat hij van 1960 tot 1962 in Australië had gewerkt bij de kindertelevisie, verhuisde Harris definitief naar het Verenigd Koninkrijk en werkte daar niet alleen in het tv-amusement, maar presenteerde hij ook in Canada een tv-serie. Vanaf 1967 presenteerde hij de Rolf Harris Show, die muziek en schilderen verbond. In 1971 liepen daarvan ook enkele afleveringen in Duitsland. Mede-presentatrice was de Zweedse zangeres Bibi Johns. Een bijzonder hoogtepunt van het programma was, toen hij zingend ogenschijnlijk toevallig verf op een extra groot scherm knoeide en de toeschouwers puzzelden over de bedoeling. Pas op het einde werd dan met een paar ingetekende lijnen het motief duidelijk.
In 1969 had de Australiër zijn grootste muzikale hit Two Little Boys, die perfect paste in de kersttijd en een nummer 1-hit werd in het Verenigd Koninkrijk.
Bij de opening van de Gemenebestspelen 1982 in Brisbane was hij een van de hoofdacts en naast een versie van Tie Me Kangaroo Down, Sport zong hij ook Waltzing Matilda.
Tijdens de jaren 1980 en begin jaren 1990 waren er ook in Rolf Harris's Cartoon Time en Rolf's Cartoon Club handleidingen om te schilderen en tekenen.

### Vanaf jaren 1990
Een verder uitzonderlijk hitsucces had Harris in 1993 met een versie van de klassieker Stairway to Heaven van Led Zeppelin. Met de omzetting met wobble board en didgeridoo in de stijl van zijn kangoeroe-songs bereikte hij wederom de Britse top 10. Sindsdien trad hij ook meermaals op tijdens het Glastonbury Festival, een van de grootste en bekendste rockfestivals van Europa.
Ook bij de televisie was hij verder zeer succesvol. Vanaf 1994 presenteerde hij tien jaar lang Animal Hospital met verhalen en bijdragen uit dierklinieken en dierenartspraktijken. Vijf keer werd het programma bekroond met de nationale tv-prijs. In Rolf on Art presenteerde hij beroemde schilders en tijdens een special werden 150 schilderijen, waarop 150 mensen elk een vergroot fragment van het schilderij The Haywain van de Britse landschapsschilder John Constable hadden geschilderd, samengesteld tot een reusachtige replica van het schilderij. In 2002 mocht Harris zijn schilderijen uit Rolf on Art tentoonstellen in de Britse nationale galerij.
Koningin Elizabeth II liet Harris in 2005 ter gelegenheid van haar 80e verjaardag een portret van haarzelf vervaardigen. 
In 2005 speelde hij op het album Aerial van Kate Bush als gastmuzikant op de didgeridoo.
Op 23 mei 2023 werd bekendgemaakt dat Harris op 10 mei op 93-jarige leeftijd aan de gevolgen van kanker was overleden.

## Veroordeling wegen seksueel misbruik
In maart 2013 was Harris een van de twaalf beschuldigden die in het kader van de Operatie Yewtree werden gearresteerd. Hen werd langdurig seksueel misbruik ten laste gelegd, dat echter niets te maken had met het onderzoek in de zaak van de voormalige BBC-presentator Jimmy Savile. Hij werd vooreerst niet in staat van beschuldiging gesteld, verwierp de verwijten, ofschoon hij daarop publiekelijk geen commentaar gaf. Toen hij in mei 2013 voor de eerste keer na zijn arrestatie weer op het podium stond, bedankte hij het publiek voor hun steun.
In augustus 2013 werd hij opnieuw gearresteerd en voor negen gevallen van seksueel misbruik van twee 14- en 16-jarige meisjes uit de jaren 1980 aangeklaagd. Een verdere aanklacht luidde vervaardiging van ontuchtige kinderfoto's in vier gevallen in 2012, maar deze aanklacht werd ingetrokken. Op 30 juni werd Harris door een jury schuldig bevonden aan seksueel misbruik bij vier minderjarige meisjes in 12 gevallen, die zich hadden voorgedaan tijdens de jaren 1960 tot 1980. Op 4 juli 2014 werd de toen 84-jarige Harris veroordeeld tot vijf jaar en negen maanden gevangenisstraf. In mei 2017 werd hij voortijdig vrijgelaten.

## Onderscheidingen
Rolf Harris werd in 1968 (MBE) en 1977 (OBE) onderscheiden met een orde. In 2006 kreeg hij de titel Commander of the British Empire. Deze titel werd hem naar aanleiding van zijn veroordeling in maart 2015 afgenomen, evenals de opname in de ARIA Hall of Fame in 2008.

## Discografie

### Singles
- 1960:	Tie Me Kangaroo Down, Sport
- 1960: Tame Eagle
- 1961: Six White Boomers
- 1961: In the Wet
- 1962: My Winkles Have Been Pinched
- 1962:	Sun Arise
- 1963:	Johnny Day
- 1963: Nick Teen and Al K. Hall
- 1963: I Know a Man
- 1963: I've Lost My Mummy
- 1963: Living It Up
- 1964: The Court of King Caractacus
- 1964: Ringo for President
- 1964: Click Go the Shears
- 1964: Wild Colonial Boy
- 1965: Sydney Town
- 1965: The Five Young Apprentices
- 1965: Tie Me Hunting Dog Down, Jed
- 1965: Iko Iko
- 1965: War Canoe
- 1966: Big Dog
- 1966: Hev Yew Gotta Loight, Boy?
- 1967: Fijian Girl
- 1967: I've Never Seen Anything Like It
- 1967: Pukka Chicken
- 1968: Hurry Home
- 1968: Have a Beer
- 1969:	Bluer Than Blue
- 1969: Two Little Boys
- 1970: Ned Kelly
- 1970: 2 Buben klein (2 Little Boys)
- 1970: Tennessee Birdwalk
- 1970: Mary of the Quiet Eyes
- 1970: Mary's Boy Child
- 1971: Salvation Army Citadel
- 1971: A Ram Sam Sam
- 1971: Vancouver Town '71
- 1972: Football Crazy
- 1972: So Earlye in the Evenin'
- 1972: Tutankhamun
- 1972: She'll Be Right
- 1972: Waltzing Matilda
- 1972: Emu
- 1972: Down Under in the Outback
- 1972: We're the Maoris (Hoea Ra)
- 1972: She'll Be Right
- 1973: Introduces the Stylophone System
- 1973: I've Lost My Mummy
- 1973: Wobble Along with Rolf Harris
- 1974: Papillon
- 1974: Little Pal
- 1975: Presbyterian Church
- 1975: Happy Birthday, Father Christmas
- 1976: Yarrabangee
- 1978: Back to W.A.
- 1979: What's a Pommie
- 1979: Stuck to the Ice
- 1980: It's Hard to Be Humble
- 1981: Hey Jimmy Johnson
- 1981: War Canoe
- 1984: G'Day L.A. (Pavlova)
- 1984: Kangaroos Are Dangaroos
- 1985: Tommy (From 88 Pine)
- 1993:	Stairway to Heaven (origineel Led Zeppelin, 1971)
- 1995:	Ego Sum Pauper
- 1996:	Bohemian Rhapsody (origineel Queen, 1975)
- 2000:	Fine Day

### Albums
- 1962: At the Arctic Club
- 1963:	Tie Me Kangaroo Down, Sport & Sun Arise
- 1964: Join Rolf Harris Singing the Court of King Caractacus and Other Fun Songs
- 1965: All Together Now
- 1966: The Man with a Microphone
- 1966: Again!
- 1966: At the Cave, Vancouver
- 1968: It's a Rolf Harris World!
- 1969: Live at the Talk of the Town
- 1970: Rolf Harris Sings Mary’s Boy Child
- 1971: Instant Music – Rolf Harris and the Instant Music Kids
- 1971: Jake the Peg in Vancouver Town
- 1973: The Rolf Harris Album
- 1973: You Name It …
- 1976: Mirrored Image
- 1979: Rolf on Saturday O.K.?
- 1979: The Boy from Bassendean
- 1987: Cartoon Favourites
- 1993: Rolf Rules O.K.!
- 1997:	Can You Tell What It Is Yet?
- 1999: Bootleg 1
- 2004: Rockin' Rollin’ Ramblin’
- 2006: Songs for Kids

### Compilaties
- 1967: The Best of Rolf Harris
- 1970: Greatest Hits
- 1984: All The Best Of …
- 1994: Didgereely-Doo All That: The Best of Rolf Harris
- 1994: The Definitive Rolf Harris
- 1999: The Best of Rolf Harris
- 2000: The Rolf Harris Collection
- 2001: She'll Be Right
- 2003: The Best of Rolf Harris
- 2005: Original Gold
- 2005: HMV Easy: The Rolf Harris Collection
- 2006: A Portrait in Song
- 2008: The Platinum Collection
- 2008: At the Sydney Opera House: First Night 1973

### Ep's
- 1960: Favourites
- 1965: All Together Now
- 1966: Sings for Survival
- 1966: Shamus O'Sean, the Leprechaun (met Shamus O'Sean the Leprechaun)
- 1966: The Kangaroo
- 1966: Jake the Peg
- 1966: Big Dog
- 1967: BOAC Pacific Panorama (met The Philip Green Orchestra en The George Mitchell Singers) (promo)
- 1967: Rolf Harris Favourites
- 1967: Six White Boomers
- 1968: Fijian Girl
- 1969: Hurry Home
- 1970: Stylophone – Glenn Miller Album
- 1970: The Stylophone Accompaniment Record
- 1970: Two Little Boys
- 1970: Traditional Tunes, Christmas Carols
- 1972: My Electric Finger
- 1981: Rolf's Christmas

- Bibsys: 90266636
- Biblioteca Nacional de España: XX1301419
- CiNii: DA11850787
- Dictionary of Australian Artists: rolf-harris
- Gemeinsame Normdatei: 134838890
- International Standard Name Identifier: 0000 0001 2213 3638
- Library of Congress Control Number: n82075342
- Nationale Bibliotheek van Letland: 000030916
- MusicBrainz: a56dfbb1-a51d-46c3-a0bd-c60dcad1f27c
- Bibliotheek van het Japanse parlement: 00718887
- Nationale Bibliotheek van Tsjechië: xx0138605
- Nationale bibliotheek van Australië: 35107518
- Nationale Bibliotheek van Israël: 987007397581305171
- Nederlandse Thesaurus van Auteursnamen: 074982435
- RKD-Nederlands Instituut voor Kunstgeschiedenis: 286840
- SNAC: w6t19f5n
- Trove: 473135
- Virtual International Authority File: 841149108658168780000